# Madonna dormiente (Baschenis il Vecchio)
La dormitio Virginis è un dipinto a fresco risalente al 1580 realizzato da Cristoforo Baschenis il Vecchio nel santuario della Beata Vergine sul monte Altino, località di Albino, a completamento di un ciclo di pitture dedicate alle storie di Maria.

## Storia
I dipinti furono indicati per la prima volta nei primi anni del Novecento da Giuseppe Locatelli, che riferiva in un libretto informativo sul santuario del 1904, il ritrovamento di dipinti a fresco durante lavori di nuova pavimentazione eseguiti nel 1903, che erano nascosti oltre il coro della zona presbiteriale. Nel precedente libretto pubblicato nel 1851 di Pietro Gatti, non sono citati, quindi non ve ne era la conoscenza. La segnalazione del Locateli cadde nel dimenticato, i sedili del coro furono nuovamente posizionati e gli affreschi obbliati. La riposizione medesima dei sedili fu pure una delle cause dell'ammaloramento delle pitture stesse, erano infatti fissati al muro e quindi causa dei danni alle opere presenti.
Non vi è conservata documentazione atta a confermare un'eventuale committenza, e neppure gli atti delle visite pastorali che indicano solo che la cappella maggiore è decenter picta, ma la presenza di Cristoforo Baschenis il Vecchio sarebbe avvalorata dalla vicinanza dei tratti dei volti somatici dei volti dei discepoli, che riprendono gli affreschi della chiesa di San Bernardino di Lallio probabilmente precedenti.
L'edificio fu ampiamente ristrutturato nel 1996, in occasione del cinquecentenario della miracolosa apparizione, riportando all'attenzione i dipinti e il conseguente studio da parte della dottoressa Emanuela Daffra che li assegnò al Baschenis.

## Descrizione
Il dipinto è inserito nella serie delle Storie di Maria eseguite dal Baschenis composte da più affreschi raffiguranti l'Annunciazione della morte, Assunzione al cielo e centrale la Dornitio Virginis, parte meglio conservata e completa, poste della parte destra del presbiterio. Il dipinto raffigura nella parte centrale la Vergine distesa con le braccia incrociate sul corpo, indossa l'abito rosso, segno del dolore e è avvolta in un ampio mantello blu. La Madonna giace inerme. Attorno a lei i santi, ognuno di loro dipinto con gli attributi iconografici che li rendono riconoscibili, e ognuno di loro con una propria fisionomia. Proprio lo studio condotto dalla dottoressa Emanuela Daffra su questa parte della pittura, assegna i dipinti al Baschenis il Vecchio, grazie all'assonanza di questi tratti agli affreschi conservati nella san Bernardino di Lallio risalenti al 1564, in particolare nella serie dei Profeti e dei re. Secondo lo studio sarebbero proprio i dipinti in San Bernardino a fare da guida a questi di Altino. Era normale che i soggetti venissero riproposti nelle diverse committenze.
L'affresco è inserito in una cornice decorativa, come si fosse una struttura architettonica, anche questa è caratteristica dei dipinti di Lallio, e quindi riproposta. I tre dipinti sono quindi un racconto, che anche se poco leggibili, si susseguono con l'Annunciazione posto sul lato destro del presbiterio, a seguire la Madonna dormiente e per ultimo l'Assunta in cielo, anche questo poco visibile, avevano nella parte inferiore scritto un testo che raccontava quanto vi era raffigurato. Solo rimasti visibili solo COME, FURONO FAC...EXEQUIE A.....VERGINE MARIA DA LI ASPOSTOLI.

Sul lato destro del presbiterio vi era l'immagine della Nascita di Maria, ma solo rimasti pochi frammenti che concedono però di associare questo a quelli dell'artista di Averara a Lallio nella raffigurazione delle Sibille. Secondo lo studio gli affreschi sarebbero quindi successivi a quelli di Lallio.
La parte superiore conserva altri due affreschi raffiguranti la Madonna del Latte di autore ignoto ma probabilmente dei primi anni del Cinquecento.